# Tentative de coup d'État de 2024 en république démocratique du Congo
La tentative de coup d'État de 2024 en république démocratique du Congo survient le 19 mai 2024 à Kinshasa. Menée par Christian Malanga, elle vise le président Félix Tshisekedi et son ministre de l'Économie Vital Kamerhe, mais est rapidement déjouée par les forces de sécurité.

## Contexte
La tentative de coup d'État se produit au milieu d'une crise politique qui frappe l'Union sacrée de la nation (USN), la coalition au pouvoir menée par l'Union pour la démocratie et le progrès social (UDPS) du président Félix Tshisekedi. La crise tourne autour des élections à la direction du Parlement, initialement prévues pour le 18 mai 2024, mais reportées par la suite. L'un des hommes politiques ciblés, le ministre de l'Économie Vital Kamerhe, à la tête de l'Union pour la nation congolaise (membre de l'USN), est un allié de Tshisekedi et candidat à la présidence de l'Assemblée nationale.

## Déroulement
Des combats sont signalés dans la capitale, Kinshasa, aux premières heures du 19 mai, vers 4 h 30. Des affrontements entre des hommes en uniforme militaire et les forces de sécurité sont signalés à proximité du palais de la Nation,, où les assaillants réussissent à entrer, et de la résidence de Vital Kamerhe, mais sont déjoués par ses agents de sécurité. Plusieurs étrangers et conspirateurs présumés sont arrêtés.
Les assaillants arborent un drapeau du Zaïre, déclarent vouloir « changer les choses dans la gestion de la République » et scandent « Tshisekedi out » (« Tshisekedi dehors ») lors de la tentative de renversement.
L'armée congolaise est ensuite déployée, notamment avec des véhicules blindés, à Kinshasa et met en place des barrages routiers près du palais de la nation et dans certaines parties de la capitale.

## Victimes
Deux policiers[réf. nécessaire] et quatre assaillants sont tués lors de la tentative de coup d'État.

## Enquête
Les premiers rapports indiquent que les assaillants sont des membres de l'armée congolaise avant d'établir qu'ils sont liés à Christian Malanga, le leader auto-exilé du Parti congolais uni (en) d'opposition. Malanga apparaît le matin même sur une vidéo diffusée en direct entouré d'hommes en uniforme militaire et déclare : « Félix, tu es libre. Nous venons te chercher ». Deux procédures judiciaires sont lancées peu après cette tentative de coup d'état. Le procès de ces évènements débute le 7 juin 2024 dans l’enceinte de la prison militaire de Ndolo à Kinshasa. Le 27 août, La peine de mort est requise, contre cinquante personnes, dont trois Américains, poursuivies pour la « tentative de coup d’Etat » du 19 mai. Le ministère public demande également, au tribunal de procéder à la confiscation de tous les objets ayant servi à la commission des infractions, au profit de l’Etat congolais. Le 13 septembre, lors du verdict, trente-sept personnes sont définitivement condamnées à mort. Les accusés sont également condamnés à verser plus de 50 millions de dollars en dommages et intérêts à l'État congolais.

## Réactions
L'armée déclare que la tentative est « déjouée » et « sous contrôle ». L'ambassade des États-Unis émet des avertissements de prudence à la suite des affrontements[réf. nécessaire].